# Джеймі Бартон
Джеймі Бартон (англ. Jamie Barton; нар. 17 жовтня 1981, Ром, США), — американська оперна співачка (мецо-сопрано). Закінчила Індіанський університет. У 2013 році перемогла у конкурсі «Кардіффські голоси».